# Lomographa molesta
Lomographa molesta är en fjärilsart som beskrevs av William Schaus 1911. Lomographa molesta ingår i släktet Lomographa och familjen mätare. Inga underarter finns listade i Catalogue of Life.